# كينيث جونسون (لاعب كرة قدم أمريكية)
كينيث جونسون (بالإنجليزية: Kenneth Johnson)‏ هو لاعب كرة قدم أمريكية أمريكي، ولد في 28 ديسمبر 1963.